# 이비스

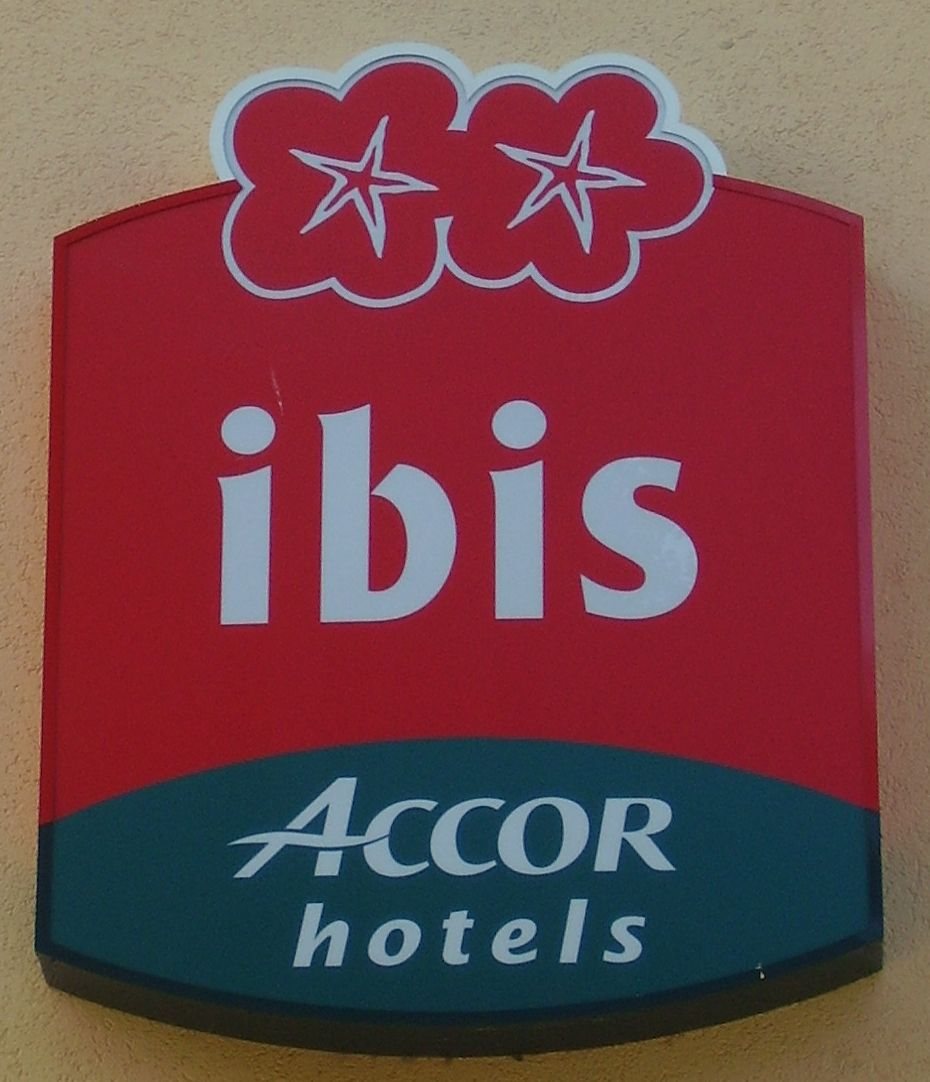

이비스(Ibis)는 아코르가 소유하고 있는 프랑스의 이코노미 호텔 브랜드이다. 1974년 설립된 이비스는 2011년에 이비스 스타일과 이비스 버짓을 시작하면서 아코르의 메가브랜드가 되었다. 2019년 12월 기준으로 이비스 브랜드의 호텔이 1,218곳이 있으며(스타일, 버짓 호텔 제외) 총 룸 수는 155,678개이고 67개국에서 운영 중이다.

## 발전
| 연도 | 호텔 수 | 룸 수   |
| ---- | ------- | ------- |
| 2020 | 1,233   | 156,149 |
| 2019 | 1,218   | 155,678 |
| 2018 | 1,174   | 150,748 |
| 2017 | 1,137   | 145,081 |
| 2016 | 1,088   | 138,741 |
| 2015 | 1,068   | 134,786 |
| 2014 | 1,031   | 129,009 |
| 2013 | 999     | 124,022 |
| 2012 | 983     | 121,004 |
| 2011 | 933     | 113,077 |

## 같이 보기
- 아코르